# Convento de Nossa Senhora dos Mártires e da Conceição dos Milagres (Sacavém)
O antigo Convento de Nossa Senhora dos Mártires e da Conceição dos Milagres situa-se em Sacavém, na atual freguesia de Sacavém e Prior Velho, no Município de Loures, em Portugal.
No lugar de Sacavém de Baixo, assenta no local onde outrora se achavam as ruínas de uma antiga ermida dedicada a Nossa Senhora dos Mártires, cuja fundação a tradição atribui a D. Afonso Henriques, logo após a mítica Batalha de Sacavém. 
Foi, até 2006, a sede do Batalhão de Adidos do Exército Português. Hoje em dia encontra-se devoluto, tendo sido palco de jogos de airsoft esporadicamente.
Prevê-se a construção de uma urbanização no local, com prédios de habitação, zona comercial e zona de lazer, instalando-se, no antigo convento, um centro cívico e a Junta de Freguesia.

## Fundação
Em 1577, reinando D. Sebastião, fez o monarca doação da Ermida dos Mártires a Miguel Moura, seu escrivão da puridade e futuro membro do conselho de governadores do reino (no tempo de Filipe II de Espanha), que possuía uma quinta em Sacavém contígua ao terreno da ermida e que pedira ao soberano uma mercê a fim de edificar um convento de religiosas, em memória de um milagre que afirmou ter testemunhado.
Com efeito, segundo as memórias do próprio Miguel de Moura, em Dezembro do ano anterior, D. Sebastião partira em peregrinação ao santuário de Nossa Senhora de Guadalupe, em Espanha, acompanhando-o o seu secretário nessa viagem.
Pouco depois da partida, estalou um incêndio na Pampulha, perto de um armazém onde se guardava a pólvora, originando-se violenta explosão, que atingiu os prédios onde residia a esposa de Miguel de Moura, D. Brites (Beatriz) da Costa. Ante o estrépito, esta prostrou-se de joelhos diante de uma imagem de Nossa Senhora da Conceição, mas nem isso impediu que o edifício onde se encontrava fosse um dos mais atingidos, ficando reduzido praticamente a um monte de escombros. D. Beatriz ficou soterrada, e só a muito custo se salvou, cheia de feridas e escoriações.

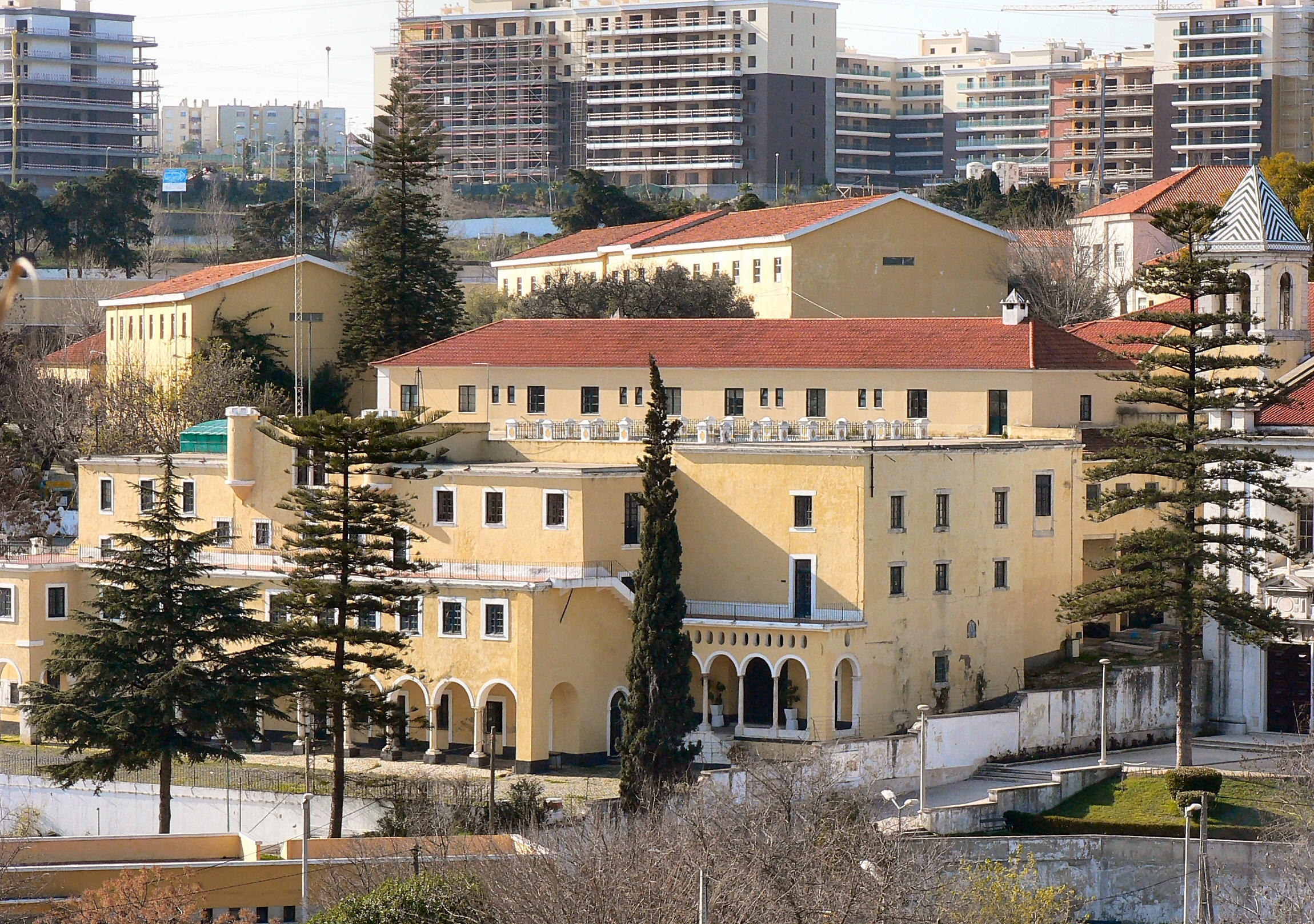
O antigo convento, visto do Forte de Sacavém.

Perante esta notícia, Miguel de Moura desejou regressar atrás, o que o rei não lhe permitiu. Fez, porém, promessa de erigir um convento e uma igreja em honra da miraculosa salvação da sua esposa, como prova de gratidão perante a divindade.
Como Miguel de Moura possuiria já uma quinta junto da ermida dos Mártires, pediu a el-rei a posse do terreno da mesma, a fim de ali construir novo convento, e assim cumprir o seu voto.
O soberano mandou então saber ao certo o que se passara em Sacavém em 1147 para se ter erigido aquela ermida, tendo aí enviado um desembargador a fim de haver notícias concretas sobre a peleja travada contra mouros. Descobriu-se então um velho livro, conservado no eremitério de Nossa Senhora dos Mártires, que continha um relato da fundação da dita ermida por D. Afonso Henriques, o que corroborava a história contada pelos moradores do lugar.
Por um breve de 14 de Junho de 1577, o Papa Gregório XIII concedeu a Miguel de Moura a possibilidade de fundar, à sua custa, o convento e cedeu-lhes o direito de padroado, assim como autorização para trazer, do convento da Madre de Deus, em Lisboa, freiras de clausura da Segunda Ordem Franciscana Capuchinha (uma ordem derivada da Ordem de Santa Clara, fundada por Santa Clara de Assis e reformada por Santa Coleta), pertencentes à Província Franciscana do Algarve. A 25 do mesmo mês era a vez de a Ordem dos Frades Menores dar a sua autorização para a construção do convento.
Enfim, faltava a aprovação régia; devidamente confirmadas as origens da antiga ermida, o rei D. Sebastião assinou, em Salvaterra de Magos, o alvará da concessão feita a Miguel de Moura em 8 de Dezembro de 1577. A edificação do mosteiro, com a dupla invocação a Nossa Senhora dos Mártires (em honra dos mortos na batalha de Sacavém) e a Nossa Senhora da Conceição dos Milagres (em lembrança do acontecimento que salvou a vida de D. Brites da Costa), iniciou-se a 13 de Dezembro do mesmo ano, tendo a primeira pedra conventual sido assentada pelo próprio Miguel de Moura.

## História e privilégios

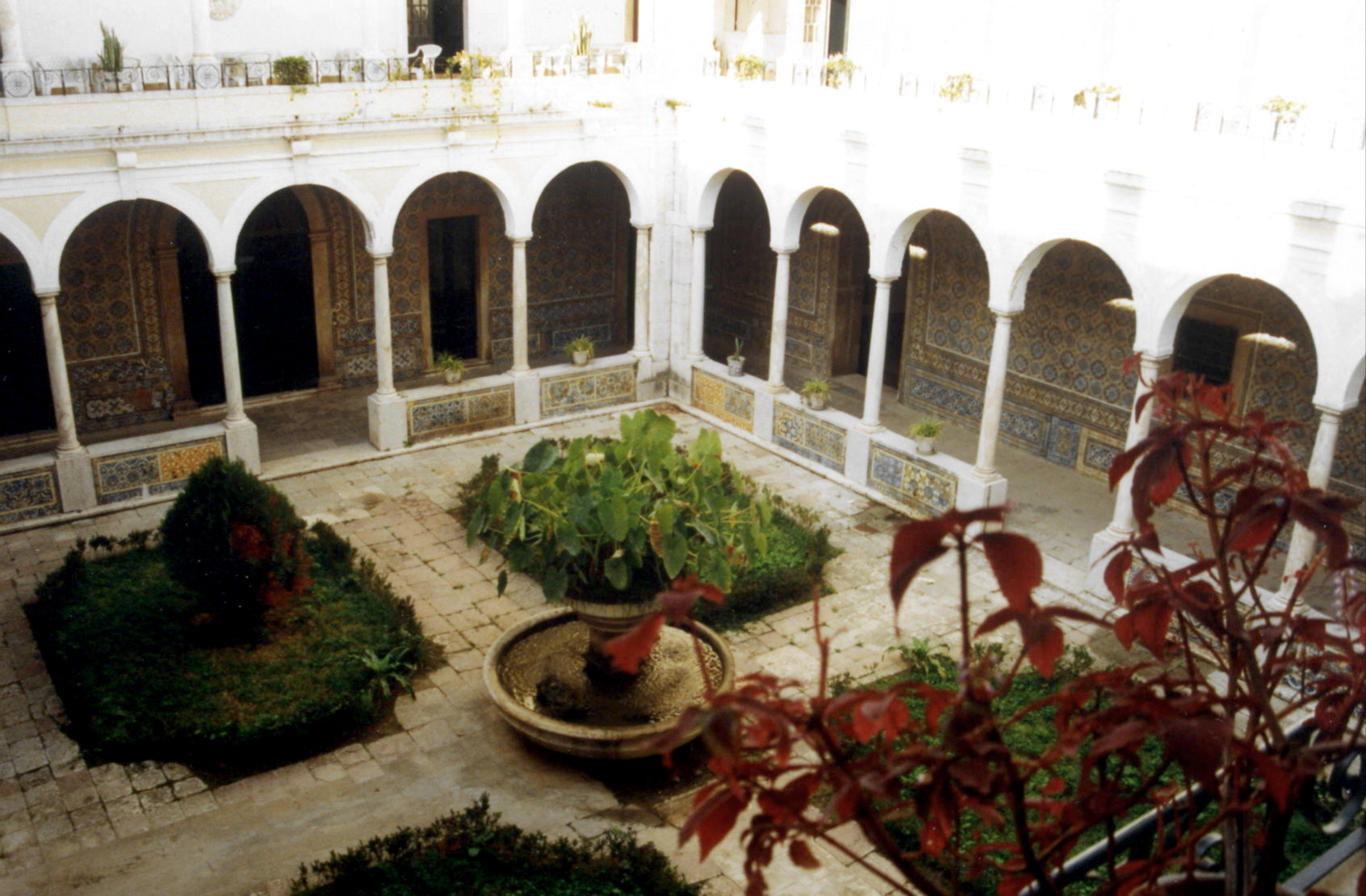
Vista do claustro do convento.

Em 26 de Junho de 1578, pouco antes de partir para Alcácer Quibir, D. Sebastião concedeu a este convento tantas esmolas quantas ao de Enxobregas (Xabregas).
Por carta de 27 de Janeiro de 1580, o cardeal-rei D. Henrique mandou dar execução ao breve papal.
Concluída a construção, vieram para o convento, em 13 de Outubro de 1581, oito religiosas sujeitas a clausura. A primeira abadessa (que de resto já exercia a mesmo função na Madre de Deus) foi Sóror Vicência de Jesus, filha do Marquês de Vila Real.
Ao longo dos anos, muitas filhas da nobreza se acolheram no convento de Sacavém, entre as quais se contam Sóror Catarina de Jesus, condessa de Matosinhos (conhecida no século como Catarina de Sá), ou Sóror Maria do Espírito Santo, que renunciou ao casamento com o visconde de Vila Nova de Cerveira, em troca do retiro religioso; eram ambas irmãs, filhas de um João Rodrigues de Sá, Vedor da Fazenda do Porto.
Em 3 de Março de 1582, Filipe II concedeu ao convento, pela fazenda real, 500 mil réis; pelas obras pias praticadas, 10 arrobas de açúcar, entre outros privilégios.
Em 21 de Julho de 1584, Miguel de Moura fez carta de doação, em Sacavém, do seu direito de padroado e das suas casas no local, ao próprio convento, tendo a escritura sido efectuada pelo tabelião António Serrão. Esta doação foi aprovada e confirmada por Filipe II, em carta régia de 16 de Novembro do mesmo ano.
A 11 de Outubro de 1587, D. Jorge de Almeida, arcebispo de Lisboa, confirma também a doação anteriormente feita.
Como a terra de Sacavém integrasse uma das honras do Duque de Bragança, e devesse por isso certos direitos senhoriais àquele, decidiu o Duque D. Teodósio eximir o Convento do pagamento de tais impostos, mediante a condição de se rezarem missas por sua alma.
Enfim, em 4 de Novembro de 1593, Filipe II tomou o convento «para todo o sempre em sua real protecção, favor e amparo», estendendo aos seus herdeiros e descendentes este privilégio.
Criou-se entretanto um convento para frades, a fim de estes oficiarem missa às religiosas e os demais ofícios divinos. Nesse sentido iniciou-se a construção da igreja conventual dedicada a Nossa Senhora da Conceição dos Milagres e dos Mártires. A primeira pedra da igreja conventual foi assente num Domingo, 1 de Setembro de 1596. A cerimónia decorreu com grande pompa, tendo celebrado o ofício divino o Patriarca de Jerusalém, legado do Papa; estiveram presentes Miguel de Moura e sua esposa, acompanhados por alguma da mais alta fidalguia do reino, entre a qual se contava o conde de Penaguião, D. João Rodrigues de Sá (camareiro-mor do Reino) e o conde de Tarouca, D. Luís de Menezes.
Morto Miguel de Moura em 30 de Dezembro de 1600, sem ver a igreja conventual concluída, sua mulher recolheu-se ao convento, enriquecendo-o com as inúmeras relíquias de santos que aí mandou colocar.
Em 5 de Setembro de 1650, D. João IV concedeu ao convento, pelo almoxarifado do reguengo de Sacavém, moio e meio de sal.

## Extinção do convento
Em 1834, aquando da extinção das ordens religiosas (na sequência dos decretos de Joaquim António de Aguiar, dito O Mata-Frades), os rendimentos do convento ascendiam a 2 875$700 réis. Embora o mosteiro não tenha sido de imediato nacionalizado (ao contrário do que sucedeu com os conventos masculinos), foi proibida a admissão ao noviciado de novas freiras, o que, a longo prazo, ditou a sua extinção.
Em 1863, existia já só uma freira, a qual, tendo sido intimada a sair para outro convento, recusou; porém, vendo que poderia ser metida à força na rua, tratou de vender quadros sacros, alfaias religiosas, e tudo o mais que no convento encontrou que pudesse dar dinheiro – desta forma parte do seu património se espalhou ao desbarato por Sacavém e arredores; algumas peças estão ainda hoje na posse de particulares locais.
Nesse mesmo ano, a 11 de Abril, a Igreja conventual foi elevada à dignidade de Matriz, por dispensa do Cardeal-Patriarca de Lisboa D. Manuel Bento Rodrigues; nessa altura, a padroeira da Igreja tornou-se Nossa Senhora da Purificação, até hoje o orago maior da freguesia de Sacavém.
Em Fevereiro de 1877 procedeu-se à inventariação dos objectos do convento, tendo a freira sido enfim transferida, a seu pedido, para o convento de Santana, em Lisboa. Por fim, por decreto de 24 de Maio de 1877, o edifício foi entregue ao Ministério da Guerra (actual Ministério da Defesa Nacional), com exclusão da Igreja e algumas casas adjacentes, onde funciona desde então a residência do padre.

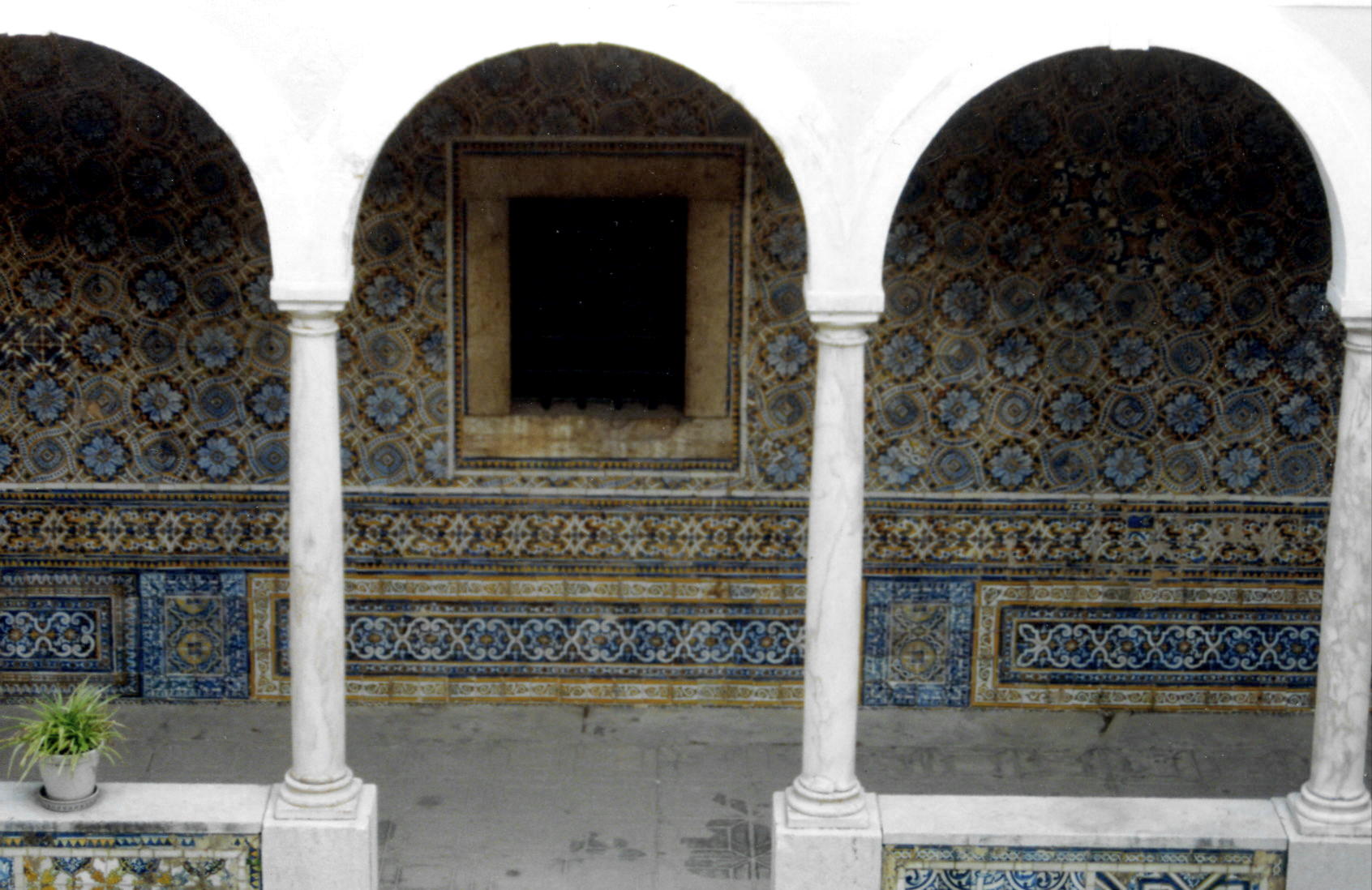
Azulejos no claustro do convento.

No convento esteve em tempos instalado o Regimento de Artilharia Pesada n.º 1 (RAP1), o qual participou na defesa do regime aquando da revolta de 26 de Agosto de 1931 contra a ditadura militar; posteriormente, a Escola Prática do Serviço de Material (EPSM) e, até 2006, o Batalhão de Adidos.
Desde o ano de 2013 que passou a chamar-se O Covil AKA The Lair, visto ser o campo de treino da equipa de airsoft Portuguesa B.E.S.T.A  (www.facebook.com/bestaairsoft), onde já foram feitos vários jogos de cariz solidário com mais de 200 jogadores.

## Património
São de destacar os belíssimos exemplares de azulejaria que ainda podemos encontrar no interior do convento, designadamente os do século XVI patentes na Sala do Capítulo, e os dos séculos XVII e XVIII, que existem nas paredes do claustro, de inestimável valor artístico e cultural.